# Los Anastacios
 Los Anastacios est un corregimiento situé dans le district de Dolega, province de Chiriquí, au Panama. En 2010, la localité comptait 3 236 habitants.